# Scolioplecta exochus
Scolioplecta exochus es una especie de polilla de la familia Tortricidae. Se encuentra en Nuevo Gales del Sur, Australia.